# Gorjanci/Žumberak
Le Gorjanci (en slovène) ou le Žumberak (en croate) est un massif montagneux localisé à la frontière entre la Croatie et la Slovénie.

## Toponymie

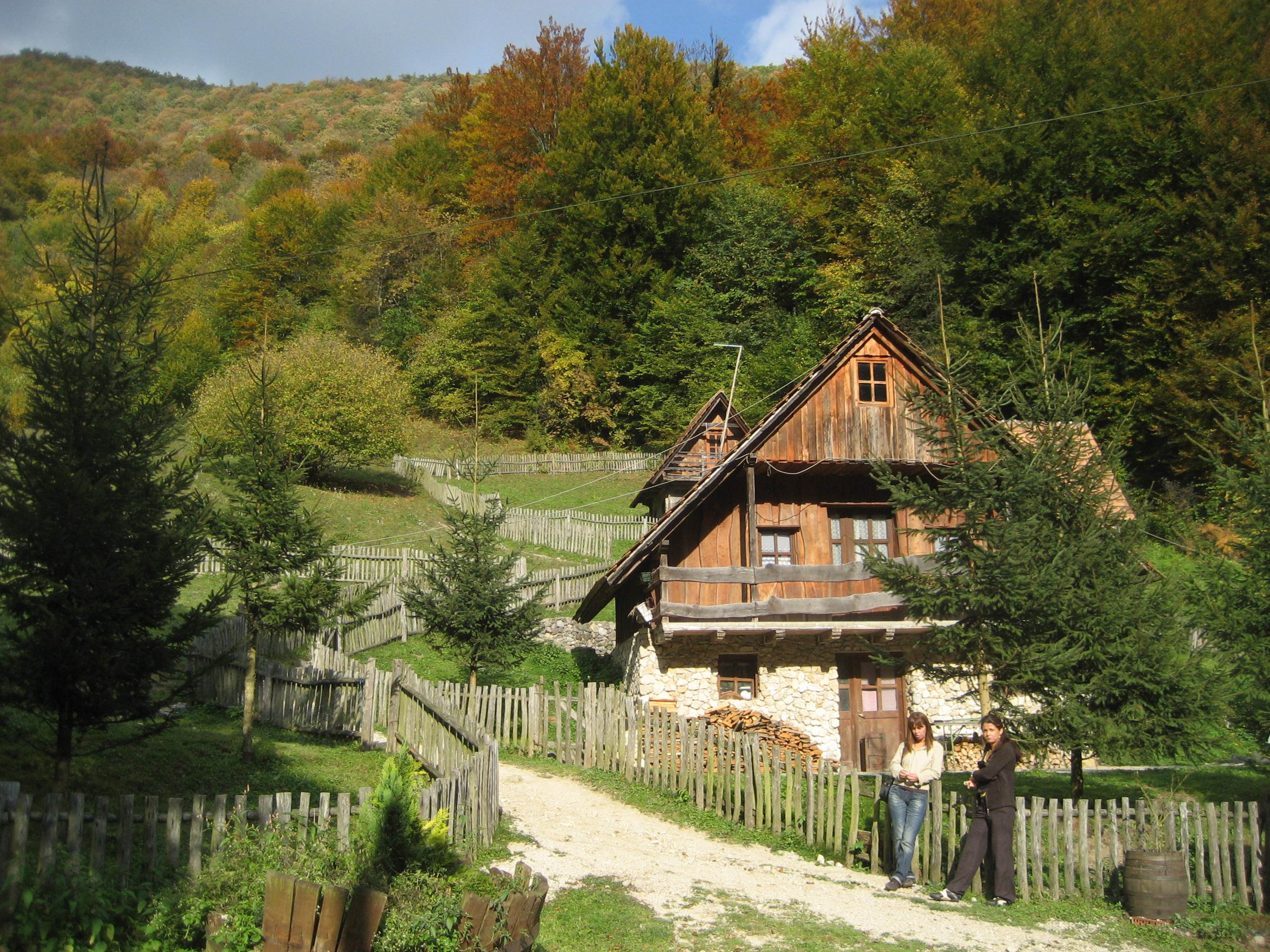
L'éco-village de Žumberak.

Le nom slovène signifie littéralement « montagnards ». La dénomination croate vient du village de Žumberak dans le comitat de Zagreb. Le nom allemand, Uskoken-Gebirge, se réfère aux Uscoques qui s'installèrent dans la région au XVIe siècle.

## Géographie
Le massif Žumberak/Gorjanci s'étend au sud de la Slovénie dans la Dolenjska et au nord-ouest de la Croatie. Le massif fait partie des Alpes dinariques à la jonction avec la plaine de Pannonie.
La ville slovène de Novo Mesto se situe à environ 30 km du massif. Du côté croate, les grandes villes proches sont Zagreb et Karlovac à environ 40 km.

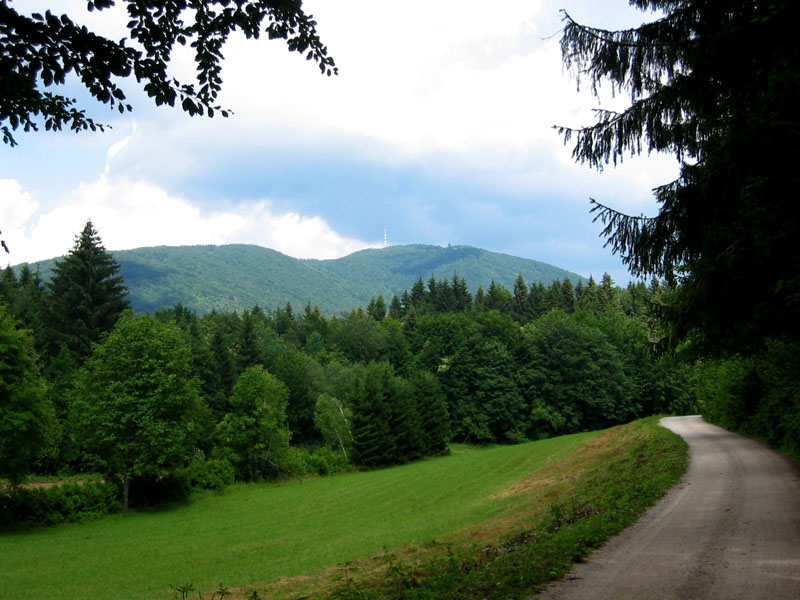
Le côté slovène du massif avec vue sur la tour de communication sur le Sveta Gera.

Le point culminant du massif, situé en Croatie, est le mont Sveta Gera (en slovène : Trdinov vrh, « sommet de Trdina » ; en allemand : St. Geraberg, Gorianc ou Sichelberg). Il culmine à 1 178 m. Bien que ce ne soit pas très haut, il en impose par contraste avec les plaines avoisinantes,.
Du côté croate, c'est à une ancienne église en ruine dédiée à sainte Gertrude (Sveta Gera en croate) que le sommet doit son nom. Il est  inclus dans le parc naturel Žumberak - Samoborsko gorje créé en 1999. Du côté slovène s'écoule la rivière Krka alors que le versant oriental croate alimente le bassin de la Kupa, laquelle délimite la partie sud de la frontière entre la Slovénie et la Croatie. L'eau potable des montagnes est utilisée par la localité de Novo Mesto. Les forêts de la région sont essentiellement composées de hêtres.

## Population
Du côté croate le Žumberak est très peu peuplé, avec une population avoisinant les 3 000 habitants : celle-ci y parle au moins trois dialectes différents. Dans le passé, le Žumberak/Gorjanci faisait partie de la frontière militaire de l'empire des Habsbourg. Créé au XVIe siècle au sein du royaume de Croatie et dirigée depuis Karlovac sur la Kupa, la région servait de zone-tampon défensive par rapport à l'Empire ottoman.

## Histoire
Les collines étaient déjà peuplées à l'âge des Celtes et des Romains. Des tribus croates sont arrivées dans la région au cours des VIIe et VIIIe siècles. Le massif faisait partie de l'État croate médiéval et du diocèse de Zagreb fondé en 1093. Au XIIe siècle, les comtes de Weichselberg (Višnja Gora) en Carniole, avec le soutien de la maison carinthienne de Sponheim et des archevêques de Salzbourg, commencèrent leur conquête des domaines vers le bord de la rivière Kupa (Kolpa) au sud. Par la suite, les collines du Gorjanci/Žumberak deviennent les montagnes frontalières entre la Carniole-Blanche au sein du duché de Carniole au nord et le royaume de Croatie au sud.
La région fut dévastée pendant les guerres ottomanes aux XVe et XVIe siècles. Dans les années 1530, les Uscoques s'y installèrent à l'invitation des Habsbourg pour protéger les confins militaires avec l'Empire ottoman. Au nombre des colons armés (Wehrbauern) figuraient notamment des Croates de la Dalmatie qui s'étaient enfuis à la suite de la prise de la forteresse de Klis par les Turcs en 1537. À partir de 1578, le Gorjanci/Žumberak fut une unité administrative du généralat de Karlovac au sein de la Krajina croate. Jusqu'à nos jours, la majorité de la population est de confession gréco-catholique.
Au XXe siècle, l'Armée populaire yougoslave a utilisé un complexe militaire près du sommet de Sveta Gera qui fut un point de désaccord entre les autorités croates et slovènes pendant les guerres de Yougoslavie au cours des années 1990 mais l'armée slovène ne faisait pas le poids et le problème a été résolu diplomatiquement. Il n'y a jamais eu de guerre entre Croates et Slovènes,  qui envisageaient même, aux alentours des années 1830, de former une nation commune. Un pèlerinage annuel a lieu près de la fosse de Jazovka en vue de se souvenir des victimes d'un massacre perpétré par des Partisans lors de la Seconde Guerre mondiale.

## Télécommunications
Sur le versant slovène de la montagne se trouve une tour de communication de 90 mètres de haut.